# Петер Превц
Петер Превц (словен. Peter Prevc, 20 вересня 1992, Долен Вас, Словенія) — стрибун з трампліна, учасник зимових Олімпійських ігор 2010 року та срібний призер зимових Олімпійських ігор 2014 року.

## Біографія
У Кубку світу Превц дебютував у 2009 році, в березні 2010 єдиний раз потрапив в десятку найкращих на етапі Кубка світу, в командних змаганнях. В особистих змаганнях на сьогоднішній момент має 5 попадань в двадцятку найкращих на етапах Кубка світу. Найкращим досягненням за підсумками Кубка світу для Превца є 35-е місце в сезоні 2009-10.
На Олімпіаді-2010 у Ванкувері стартував у трьох дисциплінах: нормальний трамплін — 7-е місце, великий трамплін — 16-е місце, командні змагання — 8-е місце.
У змаганнях зі стрибків на лижах з трампліна на чемпіонаті світу у Валь-ді-Ф'ємме, які проходили 23 лютого 2013, Петер Превц зайняв 3-є місце на середньому трампліні і 2-е на великому .
Наприкінці сезону 2012/13 на етапі у словенській Планіці Превц вперше в кар'єрі став призером індивідуальних змагань, ставши 22 березня срібним призером, а 24 березня бронзовим. За підсумками Кубка світу 2012/13 Петер зайняв 7-е місце.

## Особисте життя
- Петер захоплюється комп'ютерними іграми та волейболом[3].

## Олімпійські ігри
| Рік  | Місто                     | НТ | ВТ | КВТ | ЗК  |
| ---- | ------------------------- | -- | -- | --- | --- |
| 2010 | Ванкувер, Канада          | 7  | 16 | 8   | Н/Д |
| 2014 | Сочі, Росія               | 2  | 3  | 5   | Н/Д |
| 2018 | Пхьончхан, Південна Корея | 12 | 10 | 5   | Н/Д |
| 2022 | Пекін, Китай              | 4  | 10 | 2   | 1   |